# Yingaresca brevicollis
Yingaresca brevicollis es una especie de insecto coleóptero de la familia Chrysomelidae.
Fue descrita científicamente en 1934 por Blake.